# Mastí dels Pirineus

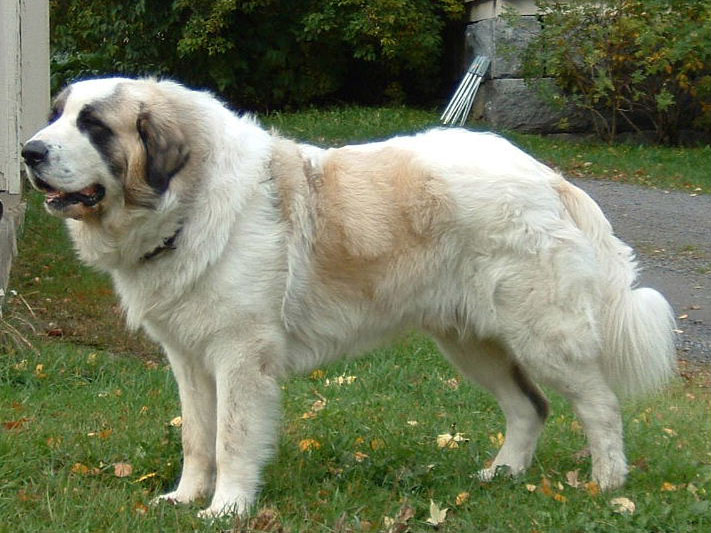
Vista lateral

El mastí dels Pirineus és una raça de gos bover  espanyola originària del  Pirineu aragonès i català. Per la seva gran grandària i fortalesa la Federació Cinològica Internacional el va incloure dins del grup 2, secció 3a, molosos del tipus muntanya.

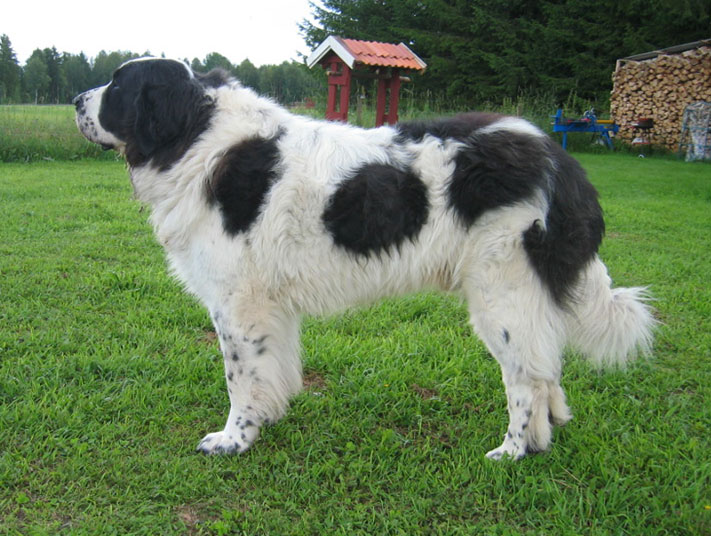
Mastí dels Pirineus

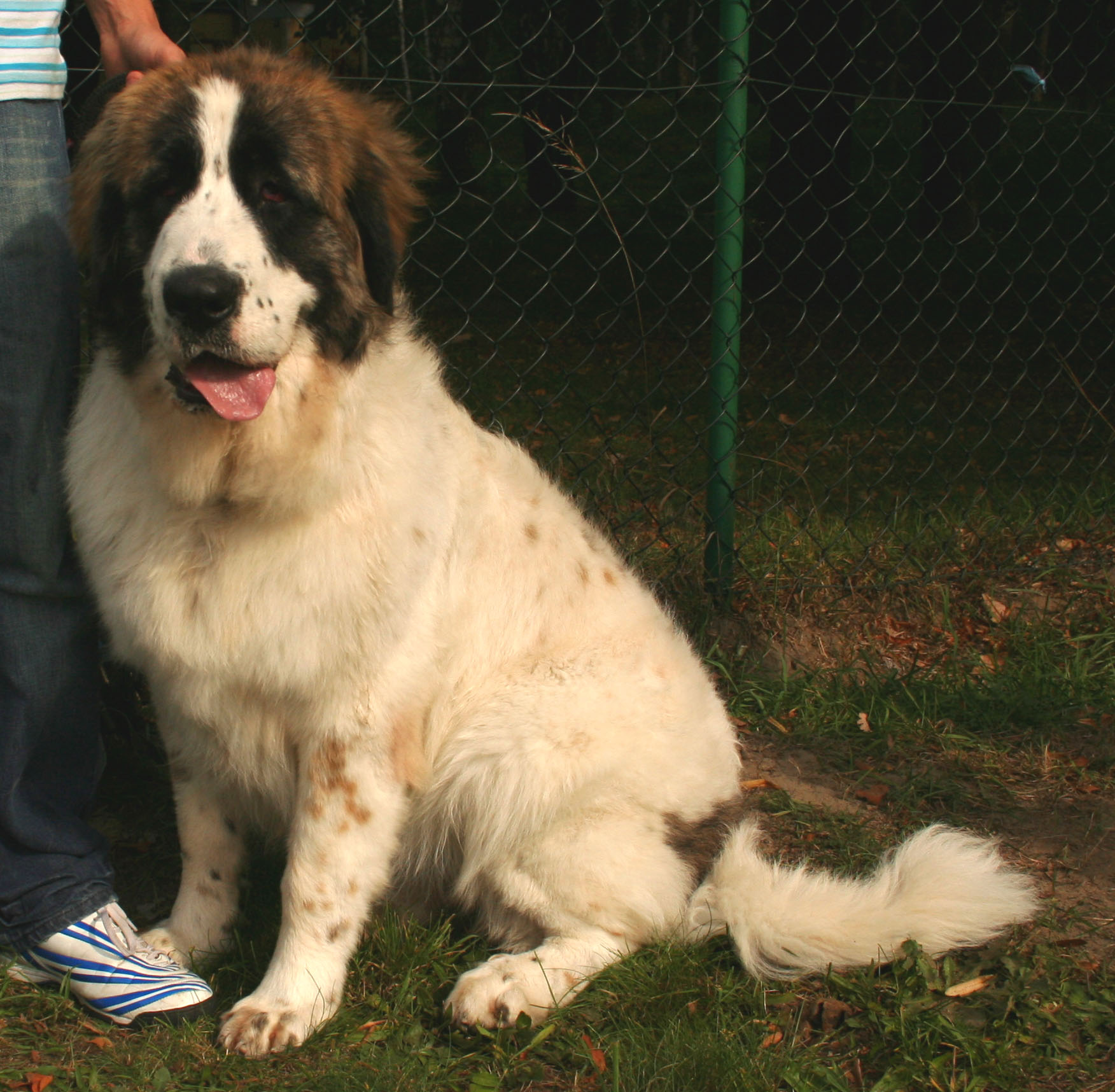
Posició asseguda

## Història
Durant molt de temps el mastí dels Pirineus va acompanyar els ramats d'ovelles en els seus recorreguts  transhumants des dels Pirineus  aragonesos i navarresos fins al Maestrat. La seva principal funció era la de protegir els ramats i els seus amos dels atacs dels llops, dels  ossos i dels lladres.
Durant el segle xx i especialment després de la Guerra civil espanyola, a causa de les dificultats econòmiques, el mastí va entrar en declivi, ja que resultava molt car mantenir un gos de la seva mida. En els anys 1970 un grup d'aficionats van iniciar un treball de recuperació de la raça a través dels escassos exemplars que es trobaven al camp i que encara posseïen característiques típiques de l'antic molós. L'any 1977 es va crear el Club del Mastí dels Pirineus d'Espanya, que organitza la selecció i el programa de cria de la raça. En l'actualitat la raça té un gran reconeixement internacional com demostra l'existència de clubs en nombrosos països  europeus i als Estats Units.

## Descripció
El mastí dels Pirineus és un gos de grans dimensions, segons el seu patró racial els mascles han de fer més de 77 cm i les femelles 71 cm, encara que s'aconsella que sobrepassin els 81 cm i els 77 cm respectivament. Posseeixen un cos cobert d'un pelatge espès i llarg, de color blanc amb taques més fosques per tot el cos.